# Développement du rugby à XIII en Afrique
Le développement du rugby à XIII en Afrique désigne les opérations menées par les instances internationales du rugby à XIII ou les initiatives privées entreprises (parfois la combinaison des deux) pour promouvoir et encourager la pratique du rugby à XIII sur le continent africain.

## Contexte du rugby à XIII en Afrique
En 2018, sur les 55 États qui composent l'Afrique, seule l'Afrique du Sud est membre à part entière de la Rugby League International Fédération, alors que les autres nations africaines, appartenant à la zone Middle East Africa ont le statut de simples observateurs : l’Éthiopie, le Maroc, le Ghana, le Sierra Leone, le Burundi, le Cameroun, le Nigeria et la République démocratique du Congo complètent cette liste exhaustive de nations affiliées à la Fédération Internationale de Rugby à XIII à laquelle faisait encore partie le Kenya en 2015.
L'Afrique du Sud a par ailleurs été la seule nation africaine ayant participé à la Coupe du monde de rugby à XIII, avec des participations en 1995 et 2000, au terme desquelles elle n'est pas parvenue à dépasser la phase de poules.
Le Rugby à XIII est un sport d'introduction récente en Afrique et en développement croissant  mais qui se heurte à des difficultés géographiques : en effet, les grandes distances entre les équipes affectent le développement du sport.  

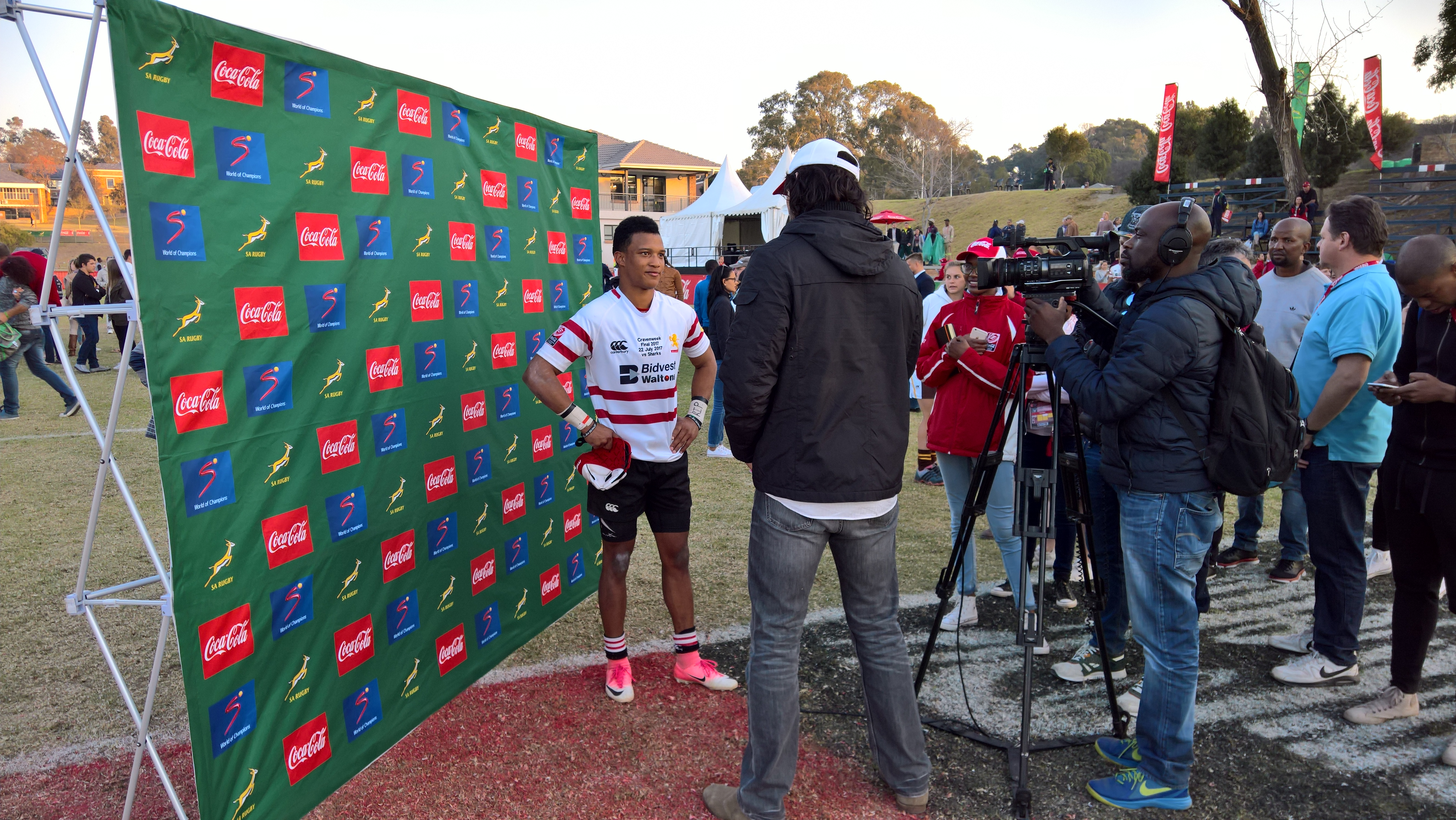
Championnat scolaire organisé en Afrique du Sud.

Il s'est parfois heurté à des considérations politiques, comme l'illustre l'interdiction du rugby à XIII par le régime de l'apartheid en Afrique du Sud, avec la particularité d'une équipe de rugby à XIII officieuse, composée de métis et de noirs qui, basée en Grande-Bretagne, battit même le XIII d'Australie en 1963 (4-3).

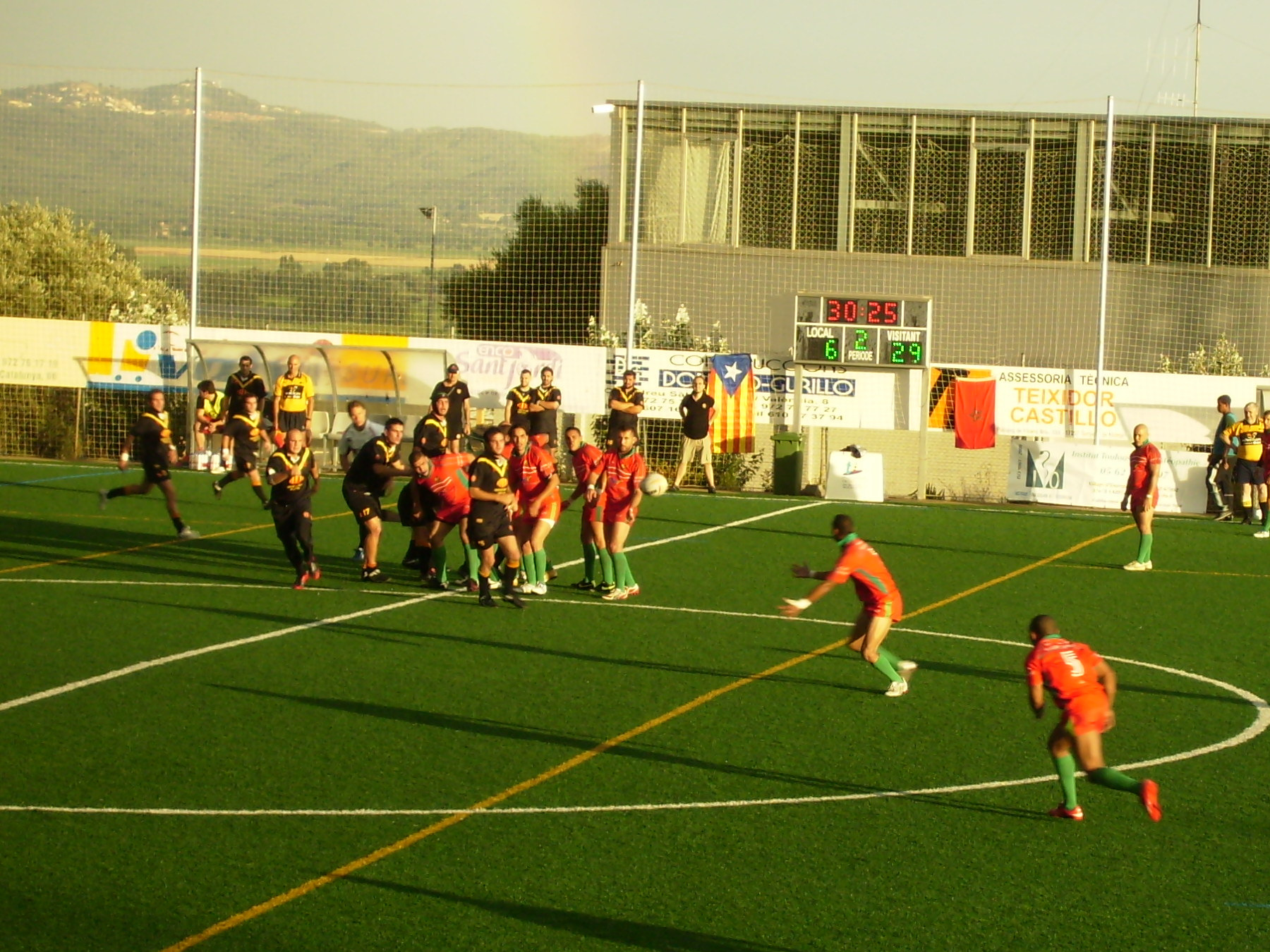
Euro Med Challenge : « test-match » du Maroc face à une sélection catalane.

Beaucoup de joueurs de premier plan, originaires d'Afrique ont cependant progressé en jouant dans des clubs évoluant au plus haut niveau :  Younes Khattabi, Jamal Fakir, Tom Vollenhoven, Fred Griffiths et Jarrod Saffy pour ne citer que certains d'entre eux.
En 2018, ce n'est pas moins de six joueurs de haut niveau d'origine africaine qui sont recensés par le magazine Rugby League World : Joe Mbu (République Démocratique du Congo), André Stoop (Namibie), Yusef Sozi (Ouganda), Lucas Onyango (Kenya), Masi Matongo (Zimbabwe) et Judah Mazive (Zimbabwe).
Pour ce qui concerne l'Afrique francophone, il convient de noter que la présence d'une population immigrée d’origine marocaine en France a permis des échanges entre les deux pays.

## Opérations de développement en cours
Au Burundi, c'est Jean Christ du Rusiga qui a introduit le rugby à XIII dans ce pays en 2015, alors qu'il résidait au Royaume-Uni de 1984 à 1990 où il découvrit sport et c'est avec ses propres deniers qu'il a entrepris d'introduire le rugby à XIII dans ce pays.
La proximité de la République démocratique du Congo, pays limitrophe du Burundi, a permis le développement d'échanges entre les deux pays, faisant de la région de Kivu, la région frontalière, le foyer du développement du rugby à XIII dans ce pays.
Le rugby à XIII se développe également au Cameroun, dans la région de Yaoundé, où son implantation date de 2012. Le pays comporte même un championnat qui, en 2017, en est à sa sixième année d'existence et est disputé par six clubs . La même année il est déclaré membre observateur de la RLEF. L’intérêt des instances internationales du rugby à XIII se traduisant notamment par la visite du représentant régional de la RLEF, Remond Safi, dans le pays au mois de mai 2018.